# Joe Maini
Pour les articles homonymes, voir Maini.
Joe Maini, né le 8 février 1930 à Providence dans le Rhode Island et mort le 8 mai 1964 à Los Angeles en Californie est un saxophoniste alto de jazz américain. C'est un représentant du jazz West Coast. Il a également joué et enregistré au ténor.

## Biographie
À la fin des années 1940, Joe Maini joue dans des big bands de la côte est, notamment aux côtés de Charlie Parker, dans l'orchestre de Gene Roland. Au début des années 1950, il s'installe à Los Angeles et participe à de nombreuses sessions d'enregistrement des groupes de jazz West Coast, mêlant, en digne héritier bopper, à son jeu et une sonorité brillante des accents d'influence hard bop. Il enregistre avec Red Mitchell, Jack Sheldon, Shelly Manne, Med Flory, Clifford Brown et Max Roach. En janvier 1963, un enregistrement audiovisuel le montre au saxophone ténor, en compagnie du trompettiste d'obédience West Coast (au bugle pour l'occasion), Shorty Rodgers.
Il meurt en 1964, par accident, en manipulant une arme à feu dont il ignorait qu'elle était chargée. Une légende noire, encore répandue, prétend qu'il jouait alors à la roulette russe. 

## Discographie partielle

### Comme sideman
- 1956: Red Mitchell : Red Mitchell, Bethlehem Records BCP 38
- 1956 : Shelly Manne and His men : The West Coast Sound, Contemporary Records C-3507
- 1957 : Jack Montrose Quintet : Blues and Vanilla, RCA Records LPM-1451

## Sources
- Courte biographie sur le site Allmusic.com
- Marc Myers, The truth About Joe Maini's Death
- Alain Tercinet, 1986, West Coast Jazz, collection Epistrophy,  Editions Parenthèses, Marseille.